# میلاد احمدیان
میلاد احمدیان (زادهٔ ۳۰ مهٔ ۱۹۹۳) یک بازیکن فوتبال اهل ایران است.
از باشگاه‌هایی که در آن بازی کرده‌است می‌توان به باشگاه فوتبال پیکان تهران و باشگاه فوتبال استیل‌آذین تهران اشاره کرد.